# Townsville Airport
Townsville Airport (engelska: RAAF Base Townsville, RAAF Base Garbutt) är en flygplats i Australien. Den ligger i kommunen Townsville och delstaten Queensland, omkring 1 100 kilometer nordväst om delstatshuvudstaden Brisbane.
Runt Townsville Airport är det glesbefolkat, med 18 invånare per kvadratkilometer.. Närmaste större samhälle är Townsville, nära Townsville Airport. 
Omgivningarna runt Townsville Airport är huvudsakligen savann. Savannklimat råder i trakten. Genomsnittlig årsnederbörd är 1 076 millimeter. Den regnigaste månaden är mars, med i genomsnitt 273 mm nederbörd, och den torraste är september, med 4 mm nederbörd.